# 장 드 라브뤼예르
장 드 라브뤼예르(프랑스어: Jean de La Bruyère, 1645년 ~ 1696년)는 프랑스의 모랄리스트이다. 파리에서 출생하였다. 처음에는 변호사와 세무관 등의 직에 있었으나 직무에 등한한 채 독서를 일삼는 생활을 보냈다. 후에 콩데 공작 손자의 교사가 되어 콩데가에서 기숙하면서 사색과 독서의 나날을 보내며 귀족생활을 자세히 관찰하였다. 1688년 당시의 풍속과 사람들의 성격을 풍자적으로 묘사한 《레 카라크테르》를 출판하여 대성공을 거두었다.